# Aleksandr Charlov
Aleksandr Charlov (ryska: Алексаңдр Жарлов), född den 18 mars 1958, är en sovjetisk före detta friidrottare som tävlade i häcklöpning under 1980-talet för Sovjetunionen.
Charlovs främsta merit är hans bronsmedalj vid VM 1983 i Helsingfors på 400 meter häck. Han vann vidare guld vid Sommaruniversiaden 1983. 
Han deltog vid Olympiska sommarspelen 1980 men blev där utslagen i semifinalen.

## Personliga rekord
- 400 meter häck - 48,78 från 1983